# Iglesia de San Luis (Parma)
La iglesia de San Luis (anteriormente conocida como iglesia de San Pablo, por ser capilla del monasterio del mismo nombre) es una iglesia situada en la ciudad de Parma.

## Historia
El monasterio que dio origen a la iglesia fue fundado por el obispo Sigefredo II de Parma en el siglo XI. Se trataba de un monasterio de religiosas benedictinas que se colocó bajo la advocación de San Pablo. En 1484 donna Maria de' Benedetti, religiosa del monasterio financia la reconstrucción de la iglesia. En el siglo XVI las monjas del monasterio realizan una segunda reconstrucción del templo monástico debido al mal estado del mismo. Esta reconstrucción finalizó en 1604. En este año fue consagrada por Papirio Piecedi, obispo de Borgo s. Donnino. Tras el paso de los franceses por el ducado de Parma, la iglesia fue cerrada. En 1817, la entonces duquesa de Parma, María Luisa de Austria ordenó la reconstrucción de la iglesia, que pasó a ser iglesia de la corte. Asimismo, la iglesia fue rededicada al patrón de la nueva soberana, San Luis, rey de Francia. La iglesia fue ricamente decorada con pinturas y ornamentos litúrgicos. En el templo se celebraron las exequias de María Luisa de Austria, en 1847. En 1849, momento de la fundación de la orden del Mérito bajo el título de San Luis, la iglesia fue elegida como iglesia de la orden. En la actualidad se encuentra desacralizada y es utilizada para exposiciones de arte.

## Descripción
La iglesia está formada por una planta de una sola nave con capillas laterales, situándose entre las mismas, pilastras dóricas que articulan la nave. La iglesia contaba con distintas obras de arte, entre ellas pueden destacarse: dos lienzos de Giovanni Tebaldi, representando a San Luis recibiendo la oriflama y la Muerte de San Luis. Así mismo en la iglesia se elevaba un monumento al primer ministro y marido morganático de la duquesa María Luisa, el conde Adam von Neipperg, ejecutado por Lorenzo Bartolini, en 1905 el monumento fue trasladado a la iglesia magistral de Santa María de la Stecatta.